# Podtrosecká údolí

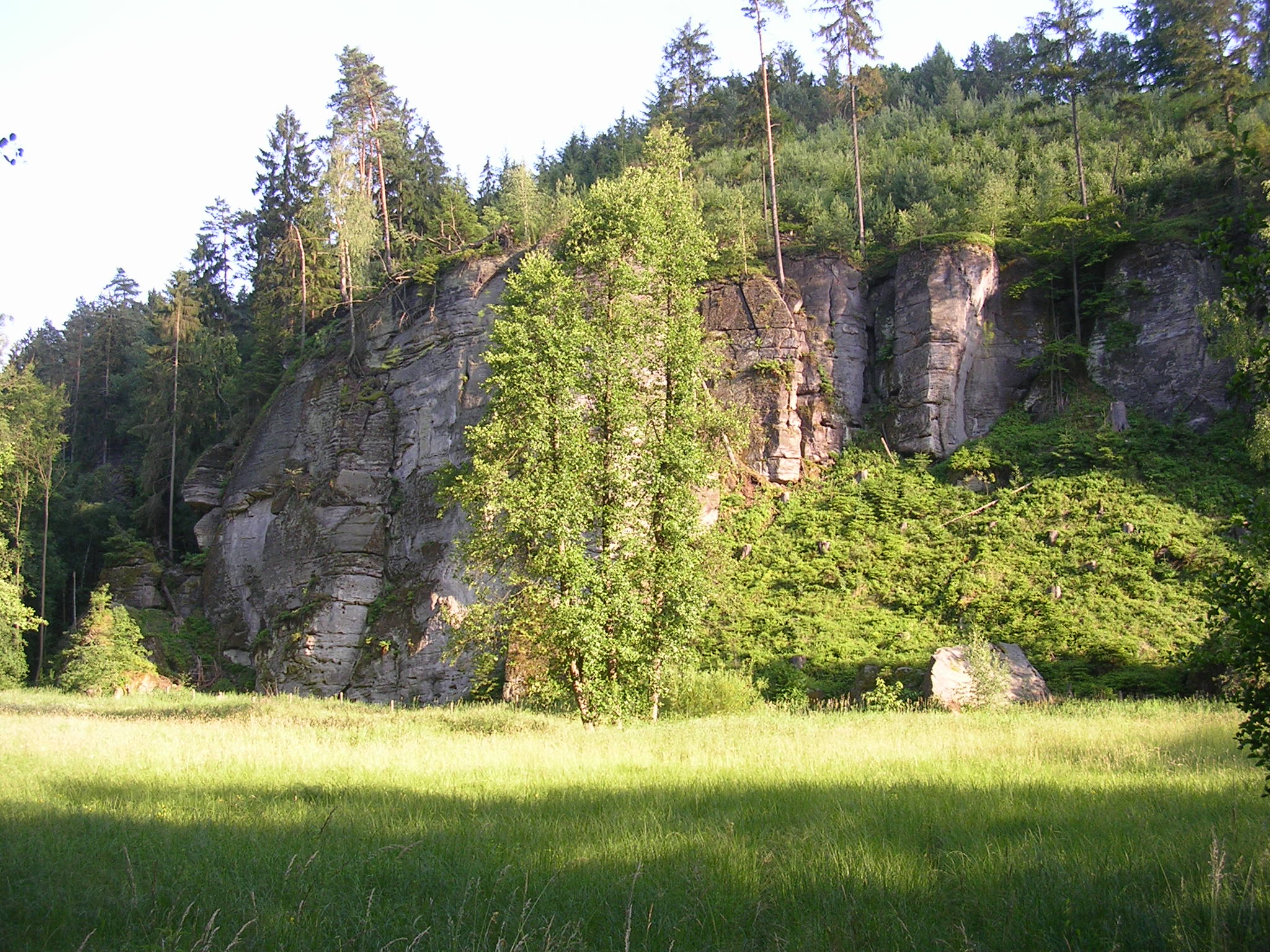
Felsen am Talrand

Podtrosecká údolí ist ein Talsystem im Norden Tschechiens. Es liegt im Böhmischen Paradies, etwa 5 Kilometer nördlich der Stadt Sobotka entfernt, und umgibt in Form einer Sichel die Anhöhe der Burg Trosky. Das 143,04 Hektar große Gebiet ist seit 1999 wegen seiner wertvollen Feuchtbiotope als Naturreservat geschützt.
Das Reservat umfasst die Täler der drei Flüsse Jordánka, Žehrovka und Želejovický potok sowie einige kleinere angrenzende Schluchten. Die Wasserläufe in den Niederungen wurden im 16. Jahrhundert zu Teichen aufgestaut. Acht Teiche sind erhalten geblieben: Věžák, Nebák, Vidlák, Krčák, Hrůdka, Rokytnický, Dolský und Podsemín. Die Wasserflächen werden von Feuchtwiesen und Mooren gesäumt. An den Rändern der Täler stehen steile, hohe Kalksteinfelsen, die nur an wenigen Stellen einen Durchgang bieten. Besonders wertvolle Pflanzenarten in den Feuchtgebieten sind das Sumpf-Glanzkraut, eine Orchideen-Art, der Hautfarn Trichomanes speciosum und das Laubmoos Hamatocaulis vernicosus, das hier auf 1000 m² eine große Kolonie bildet. In den Felsen siedelt die Kleine Hufeisennase.
Die Bebauung der Täler beschränkt sich auf einige Ferienhaus-Kolonien und die ehemalige Mühle Podsemín. Die Teiche werden als Badeseen genutzt. Das Reservat ist auf einem 8 Kilometer langen Lehrpfad für Fußgänger und Radfahrer zugänglich.